# Ranking
Ranking – klasyfikacja w kolejności wartości liczbowych, przyporządkowanych według określonych kryteriów. Rankingi sportowe dotyczą zawodników, drużyn, krajów w różnych dyscyplinach sportowych i są sporządzane na podstawie osiągnięć w zawodach, zazwyczaj w określonym okresie. W niektórych dyscyplinach sportowych rankingi poza wartością czysto informacyjną odgrywają również istotną rolę przy kwalifikowaniu zawodników i drużyn do zawodów sportowych lub ustalaniu początkowej kolejności w zawodach, w których taka kolejność ma znaczenie.
Prasa często publikuje rankingi różnych instytucji, szkół, urzędów, przedsiębiorstw itp. według przyjętych kryteriów oceny. Zestawienia zawierające syntetyczne dane na jednej liście mogą być dużą pomocą np. przy wyborze szkoły wyższej lub w analizach trendów gospodarczych. W polskiej prasie rankingi społeczno-polityczne regularnie od kilku lat publikują: dziennik Rzeczpospolita oraz tygodniki Polityka i Wprost.
Niektóre rankingi, nagrody i certyfikaty są krytykowane, jako mylące, zwłaszcza te, które można po prostu kupić.